# Séquia Comuna d'Oliva
La Séquia Comuna d'Oliva és una canalització de reg que s'alimenta amb aigües del riu Serpis, aportades mitjançant la Séquia Reial d'Alcoi fins al partitr de la Casa Fosca, i des d'allà per la Séquia Comuna de Gandia i Oliva fins al partitr de la Casa Clara, que és on es reparteix entre les séquies comunes de Gandia i d'Oliva.
El sistema de reg que alimenta la séquia serveix als municipis d'Alqueria de la Comtessa, Bellreguartd, Font d'en Carròs, Miramar, Oliva, Palmera, Piles, Potries i Rafelcofer.
A més de la mateixa Séquia Comuna, el sistema principal de sequiatge el formen la Séquia-Col·lector de la Mitjana,  la Séquia de Miramar o de Sotaia, la Séquia de Rafalatar, la Séquia de Piles, la Séquia de la Caixa, la Séquia del Rausell, la Séquia de la Vera, la Séquia d'Enmig, i la Séquia de la Torre.

## Recorregut

### Potries
Les aigües surten del partitr de la Casa Clara, al nord-oest del terme de Potries. Aquest tram inicial, datat al xv o abans, es va modificar als seus marges cap al 1950. Les especificacions bàsiques es recullen a la Concòrdia de 1511, i estableixen que el tram que segueix el partitr estigui enllosat, encara que situació real és difícil de comprovar, doncs, el discórrer de l'aigua és continu. L'amplada de la séquia en aquest punt és de 2,2 metres i la seva profunditat de 70 centímetres.
Després de creuar el traçat de l'antic ferrocarril d'Alcoi a Gandia, la séquia és travessada pel gallipont del Canyar, arribant al Molí del Canyar, on es deriva la Séquia-Col·lector de la Mitjana.
La séquia travessa la CV-680 i recorre la partida de la Campina fins a arribar al partidor de Sotaia, que també es coneix com a Cano de Sotaia o de Potries. Aquest partidor reparteix les aigües de la séquia entre el Fil del Molí, la Séquia de Miramar (també anomenada de Sotaia) i un nou tram de la pròpia Séquia Comuna d'Oliva. La séquia segueix cap al nord-est, arribant al Molí dels Anouers i encaminant-se al terme de Font d'en Carròs.

### Font d'en Carròs
En aquest terme entra travessant la partida del Vallet fins a arribar al Molí del Canyisset, a prop de la carretera CV-683, la qual travessa. A continuació rega durant un quilòmetre la partida de la Llit-Roja, al costat de la capçalera del barranc de Palmera. Travessa l'autopista AP-7 i entra al terme de Rafelcofer.

### Rafelcofer
Entra per l'Alcudiola, on arriba al Partidor (o Cano) del Racó, on se separa el Fil del Racó. La Séquia Comuna continua sota l'avinguda del Camí Vell de Xàtiva. En aquests 650 metres de recorregut subterrani es trobaven el Motor del Racó i el Safareig del Poble, tots dos desapareguts.
La séquia torna a circular en superfície a les proximitats del Partidor (o Cano) del Molí de Baix, que reparteix aigües al Fil del Poble i al Fil de l'Alqueria. El curs segueix en direcció est, al costat del camí Vell de Xàtiva, arribant al final d'Alqueria de la Comtessa.

### Alqueria de la Comtessa
La séquia entra al terme per la sendera esquerra del camí Vell de Xàtiva, que recorre fins a arribar al Molí de Català (també anomenat del Salsero), on sorgeix la Séquia de Rafalatar. Després d'un altre mig quilòmetre pel terme d'Alqueria de la Comtessa, arriba al partit conegut com Els Partidors. És aquí on acaba la Séquia Comuna d'Oliva, en repartir-se entre les de Piles i de la Caixa.

## Distribució de les aigües

### Séquies

#### Séquia Col·lectora de la Mitjana
Aquesta séquia és un col·lector d'aigües que recull les sobrants d'altres séquies del Serpis. aigües de barrancs i aigües pluvials. Té una longitud de 2,8 quilòmetres pels municipis de Potries i Font d'en Carròs. Comparteix nom amb una altra séquia de la xarxa que compleix una funció similar al municipi d'Oliva i que depèn de la Séquia del Rebollet.
L'extracció d'aigua de reg d'aquesta séquia s'efectua tradicionalment per mitjà de sénies, pous i motors, així com per sistemes de reg primitius com el caduf o tahona, i el reg de carabassí.
La Séquia de la Mitjana s'origina a la part nord del municipi de Potries, a les proximitats del Molí del Canyar, al costat de l'antic ferrocarril. Es dirigeix cap a l'est, travessant la CV-680 i seguint la riba dreta del Camí de Mitjana durant un quilòmetre, recollint els sobrants d'alguns fils de la Séquia del Rebollet (entre ells el Fil de Baix, el Fil de Dalt i tots dos Fils de les Jovades). Passa al terme de Font d'en Carròs, recorrent la partida del Vall durant 650 metres fins a assolir la carretera CV-683, on rep les aigües sobrants del Fil de l'Horteta. La séquia prossegueix un quilòmetre més pel terme de Font d'en Carròs -partides del Camp i el Rabat- fins a abocar els seus sobrants al barranc de l'Arca (també anomenat de la Foia).

#### Séquia de Miramar o de Sotaia
Aquesta séquia alimenta un sistema de regadiu que cobreix els termes municipals de Potries, Font d'en Carròs, Rafelcofer, Alqueria de la Comtessa, Bellreguard i Miramar.
El seu recorregut, de 7,2 quilòmetres, s'inicia a la Partidor (o Cano) de Sotaia, que es troba al nord-est del municipi de Potríes. Després d'un tram en direcció nord pel terme de Potries, on se li deriva per la dreta el primer dels seus fils, el Fil d'Enmig. Després s'orienta cap al nord-est, rebent els excedents de la Séquia Campina i donant origen al Fil Curt (o de la Octena). Segueix fins a alimentar el Molí de la Serrería, a la confluència dels municipis de Potries, Beniflá i Font d'en Carròs. Rega la partida de La Huitena al terme de Font d'en Carròs, tocant amb Beniflá. Arriba fins a les proximitats de la Casa Mercadera, on conflueixen els municipis de Font d'en Carròs, Beniflá, Beniarjó i Rafelcofer; i on s'origina el Fil de Sotaia.
La Séquia de Sotaia travessa el terme municipal de Rafelcofer passant per les partides del Caragol, els Sequions, l'Horteta, Sotaia i la Vega. Travessa l'autopista AP-7. En arribar al camí de Gandia a Rafelcofer se'l separa el Fil dels Olivars. Subministra les aigües als molins hidràulics de Sotaia i Miguel. A prop d'aquest darrer s'obren dos fils, el Fil de Palmera i el Fil de Bartolí.
Després de passar el terme de Rafelcofer, la séquia passa per la partida de Sotaia, que pertany al terme d'Alqueria de la Comtessa, si bé està separada del nucli principal del municipi pel terme de Palmera. Forma el límit entre tots dos termes fins entrar primer al de Palmera i després al de Bellreguard. A l'alçada del pas de l'antiga línia fèrria de Carcagente a Dénia se'l separa el Fil del Dijous.
Després de recórrer 700 metres pel terme de Bellreguard, la séquia arriba al Motor de Meravella, en territori municipal de Miramar. A partir d'aquest punt la séquia emprèn un recorregut subterrani d'un quilòmetre per la partida de les Vinyes i el carrer Major (Carrer Major), fins a aflorar novament a les instal·lacions esportives del Camí de la Mar.
Les aigües segueixen el recorregut del Camí de la Mar, anant per la dreta del mateix i regant les partides del Racó i El Bovetar. Els excedents de la Séquia de Miramar s'aboquen finalment al barranc de Benemis, al costat de la platja de Miramar.

#### Séquia de Rafalatar
Encara que el seu origen és al municipi d'Alqueria de la Comtessa, aquesta séquia irriga principalment els terrenys de la partida del seu nom al municipi d'Oliva, als voltants del Camí Vell de Xàtiva. El recorregut és d'uns tres quilòmetres.
El partitr on s'inicia és a la partida de la Sort, al municipi d'Alqueria de la Comtessa, al costat del cementiri municipal. L'aigua prové de la Séquia Comuna d'Oliva, que aquí es divideix en tres: la de Piles, la de la Caixa i la de Rafalatar. La de Rafalatar rega les partides del Rabat, a Alqueria de la Comtessa, i la pròpia de Rafalatar, a Oliva. Desagua els seus sobrants a la Séquia Col·lectora Mitjana.

#### Séquia de Piles o del Molí
S'inicia al mateix partidor que les séquies de Rafalatar i de la Caixa, al costat del cementeri d'Alqueria de la Comtessa. Originalment era la séquia que servia al reg de bona part del terme de Piles, si bé l'estat d'abandó del primer tram del sistema de reg tradicional del municipi fa que, al segle xxi, s'alimenti amb les aigües del Motor de Santa Bàrbara (o Guillem).
El recorregut de la séquia va inicialment en paral·lel a la de la Caixa, i després a la de la Torre, fins a assolir la carretera N-332. Segueix per les terres baixes de la partida dels Pedregals, passant l'antiga línia fèrria Dénia-Carcagent mitjançant un sifó i rebre les aportacions del Motor de Santa Bàrbara. Des d'allà continua cap als voltants del Motor del Sacsó, si bé aquest ja no és funcional, i continua fins al Molí de Torregrosa (Molí de Torregrossa). En aquest punt deriven els fils de Maians, del Sacsó, de la Vela i de les Barraques. A partir del molí, la séquia es desenvolupa durant un quilòmetre per la part occidental del terme, arribant al camí del Mar. Finalment divideix els seus recursos en la Séquia del Mar i la Séquia del Molí, que alimenten certs motors a les parts sud-est i nord-est del minicipi.

#### Séquia de la Caixa
Aquesta séquia alimenta un sistema de reg que atén el nord del municipi d'Oliva, a les proximitats dels d'Alqueria de la Comtessa i Piles. S'origina l'Els Partidors, instal·lació de repartiment situada al sud del terme alquerienc, des d'on discorre en paral·lel a la séquia de Piles durant més de mig quilòmetre. En el trajecte va alimentant diverses séquies, que irriguen l'esmentada zona d'Oliva, i que són, en ordre d'inici, la Séquia del Rausell, la de la Vara, la d'Enmig i la de la Torre.

### Altres vies de distribució

#### Fil del Racó
Aquest fil sorgeix al Partidor o Cano del Racó, a l'extrem occidental del nucli de Rafelcofer, al barri de l'Alcudiola. Rega les terres del sud del terme.

#### Fils de la Séquia de Miramar o de Sotaia
- Fil d'Enmig. Comença al nord-est del municipi de Potries, a prop del Motor Banderí (aquest motor ja es troba a Font d'en Carròs).[14] CV-683. Segueix pel límit dels municipis de Rafelcofer i Font d'en Carròs, regant la partida de la Octena (Font d'en Carròs) i abocant les seves aigües sobrants al barranc de Palmera.[1]
- Fil Curt o de la Octena. S'origina a la part del terme de Potries, prop del de Beniflà. Va cap al nord-est pel límit entre tots dos municipis, en paral·lel a la Séquia de Miramar, fins a arribar al Molí de Serrería. Continua cap a l'est per la partida de la Octena (Font d'en Carròs) i aboca els seus sobrants al Fil d'Enmig prop del Motor de Frasquet.[1]
- Fil de Sotaia. Té el seu origen a la part nord-occidental del terme de Font d'en Carròs, prop de la Casa de la Mercadera, que és el punt de confluència del municipi amb els de Beniarjó, Beniflá i Rafelcofer. Sorgeix cap al nord-est en paral·lel amb la Séquia de Miramar per espai de 350 metres i repartir-se seguidament en tres fils: del Caragolet, de la Runa i del Caragol.[1]
- Fil del Caragolet. Part del Fil de Sotaia a la part occidental de Rafelcofer, a la partida del Caragol, que confronta amb Beniarjó. Rega cap al nord-est les terres del Caragolet i acaba desaguant els seus sobrants al barranc de Sotaia.[1]
- Fil de la Runa. Aquest fil rep el nom d'aquesta partida del terme de Rafelcofer. S'inicia a la part occidental del nucli poblacional, a prop de les instal·lacions esportives municipals. Segueix el camí de la Runa fins a arribar al camí de Gandia a Rafelcofer. Finalment, desaigua al barranc de Palmera.[1]
- Fil del Caragol. Serveix a la partida homònima, la més occidental de Rafelcofer.[1]
- Fil dels Olivars. Parteix del sector nord-occidental més proper al nucli de Rafelcofer, al costat del poliesportiu municipal. Circula cap al nord-oest al costat del camí de Gandia (Camí de Gandia). Arriba al camí dels Olivars, punt on pren direcció nord-est, passant dos sifons i regant la partida que li dona nom durant prop d'un quilòmetre. A continuació pren direcció nord-est, regant terres de cítrics durant uns 350 metres i desembocant finalment al barranc de Sotaia a les proximitats de Bellreguard.[1]
- Fil del Bartolí. Aquest fil, que neix a la partida de la Vega, a la part nord-oriental del municipi de Rafelcofer, recorre també els termes d'Alqueria de la Comtessa i Palmera, arribant a les proximitats del Motor del Bartolí. A continuació rega la partida del seu nom, abocant els seus sobrants al barranc de Palmera.[1]
- Fil de Palmera. S'inicia a la mateixa zona que el de Bartolí, a prop del Molí de Miguel. Prenent direcció nord-est, circula pel límit dels termes de Bellreguard i Palmera, anant en paral·lel a la Séquia de Miramar durant 400 metres. Després va cap al sud-est, per l'oest del nucli urbà, el qual recorre subterràniament pel carrer de la Séquia . Aflora al Safareig de Palmera,[15] al costat del camí de Piles. La séquia segueix cap al nord-est, donant pas al Fil de la Mareta i envoltant pel camí de Piles fins a arribar al Motor de Terranova. Aquí el fil es descompon en tres fils, conegudes com a Fila 1a, Fila 2a i Fila 3a, portant les tres rumb nord-est per regar la partida de la Terra Nova, al nord-oest del terme de Piles.[1]
- Fil de la Mareta. Té el seu inici al sector oriental del poble de Palmera, al costat del camí de Piles. Rega la partida de Rafelsineu, amb un recorregut de 200 metres cap al nord-oest. Arriba al traçat de l'antiga línia fèrria de Dénia a Carcagente i segueix cap al nord-oest, regant la part nord-occidental del terme de Palmera durant 700 metres, per acabar a la Séquia de la Torre a les proximitats del camí de Miramar.[1]
- Fil del Dijous. El Dijous és una de les partides septentrionals del municipi de Palmera.[9] Aquest fil civa les seves terres durant uns 800 metres, abocant els seus sobrants a les séquies de Miramar i de la Torre.[1]
- Séquia de la Torre. S'inicia al nord-est del terme de Piles, a prop dels de Miramar i Palmera. Recorre els voltants del camí de la Torre durant uns dos quilòmetres. Civada la partida del Benemís i aboca els seus sobrants al Sequió del Rei.[1]

#### Fils de la Séquia de Piles
- Fil del Molí.[nota 2] Durant gairebé un quilòmetre, es dirigeix pel camí de la Séquia, passant per les instal·lacions esportives municipals de Piles i per la Casa de la Séquia del Molí. Circula pel municipi de Piles, específicament per les partides de la Bosca i les Tancades, i aboca al barranc de Palmera.[1]
- Fil de Maians. Se situa a la part sud-occidental del terme municipal de Piles. Rega les partides de Maians i dels Secars. Les aigües sobrants s'aboquen al barranc de Piles, prop de la CV-670.[1]
- Fil del Sacsó. Recorre el sector meridional més proper al nucli urbà de Piles, per les partides del Sacsó, les Penyetes i les Tancades. El fil surt en direcció nord-oest, en paral·lel a la Séquia de Piles durant mig quilòmetre fins a arribar a la carretera CV-680. Allí el canal es dirigeix cap a l'est per mig quilòmetre fins a arribar al Camí de Baix, el qual segueix durant 300 metres. Els excedents s'aboquen al barranc de Piles al costat del terme d'Oliva.[1]
- Fil de la Vela. Rega les terres de la partida del seu nom, al sector occidental més proper al nucli urbà. Les seves aigües sobrants s'aboquen a la Séquia del Molí.[1]
- Fil de les Barraques. Dona servei a la part nord de la partida de La Vela (Piles) i aboca els seus sobrants al barranc de Palmera.[1]

#### Séquies derivades de la Séquia de la Caixa
- Séquia del Rausell. Irriga la zona nord del terme d´Oliva al llarg d´uns tres quilòmetres. S'origina a 250 metres dels Partidors (situats encara al municipi d'Alqueria de la Comtessa) i ja en territori d'Oliva passa per les parts més elevades de la partida de Rafalatar durant mig quilòmetre. Travessa el camí Vell d'Oliva, l'accés a l'autopista AP-7 i instal·lacions comercials. Segueix cap al sud-est pels marges de la N-332 durant 500 metres per arribar a la partida de les Passadores, on pren rumb est. Irriga la partida esmentada en un trajecte d'un quilòmetre en el qual travessa els camins Vell de Piles i de les Passadores.[1]
- Séquia de la Vara i Séquia d'Enmig. Aquestes dues séquies s'inicien al límit del municipi d'Alqueria de la Comtessa. Cadascuna per una sendera de l'antic camí d'Oliva; la Vara va pel costat dret (oest), mentre que per l'esquerra (est) ho fa la d'Enmig. El tram inicial de la Séquia d'Enmig està abandonat, cosa que també succeeix amb el tram final de la Vara. D'aquesta manera, a inicis del segle xxi les aigües recorren els primers 250 metres per la de la Vara, i després un sifó les aboca a la d'Enmig. Aquest sistema rega la partida del Maricarritx i la part septentrional de les Passadores, portant els seus sobrants per la Séquia d'Enmig fins al camí de les Marjaletes. Uns 350 metres del final de la Séquia de la Vara irrigaven cítrics al costat dret de l'antic camí d'Oliva, però han deixat de fer-ho.[1]
- Séquia de la Torre. El seu sistema de reg cobreix durant 2,8 quilòmetres la part nord del terme municipal d'Oliva, a les proximitats del de Piles. S'inicia al límit amb Alqueria de la Comtessa, al costat del camí vell d'Oliva. Va en direcció est i travessa la carretera N-332. Durant 1,3 quilòmetres rega les zones més elevades de la partida del Maricarritx fins que arriba a la CV-670. Aquí el sistema de reg civada cap al nord-est terres de la partida de la Terra Nova, i els seus excedents es vessen a la Vall de Burguera. La llera principal de la séquia, sense embarga, segueix una direcció cap al sud-est per la partida del Camí de Piles, travessant els camins Vell de Piles i de les Passadores, i desguassant a les proximitats de les Marjaletes.[1]